# 朴性厚
朴性厚（韩语：／ Bak Seong-hu）是韓國動畫師、原畫師、動畫導演。執導過多部日本電視動畫，包括《牙狼〈GARO〉-VANISHING LINE-》、《高校之神》和《咒術迴戰》第一季動畫等。
《BLEACH》是他首次從事原畫師工作的作品。

## 參加作品

### 電視動畫
- 《東京殘響》（残響のテロル）（2014、動畫師[1]）
- 《Yuri!!! on ICE》（ユーリ!!! on ICE）（2016、動畫師[1]）
- 《牙狼〈GARO〉-VANISHING LINE-》（牙狼〈GARO〉-VANISHING LINE-）（2017-18、导演[2]）
- 《Banana Fish》（BANANA FISH）（2018、副导演）
- 《高校之神》（ゴッド・オブ・ハイスクール）（2020、导演[3]）
- 《咒術迴戰》（呪術廻戦）（2020-21、导演[4]）
- 《Ninja Kamui 忍者神威》（Ninja Kamui）（2024、导演[5]）

### 動畫電影
- 《劇場版 咒術迴戰 0》（劇場版 呪術廻戦 0）（2021、导演[6]）

### 網絡動畫
- 《MONSTERS 一百三情飛龍侍極》（2024、导演）

## 外部連結
- Interview with Rising Star Sunghoo Park, Director of The God of High School （页面存档备份，存于） - 動畫新聞網對朴性厚的訪談